# Jesús María Coronado
Jesús María Coronado Caro (18 de janeiro de 1918 - 31 de dezembro de 2010) foi um religioso colombiano, prelado da Igreja Católica Romana. Ele nasceu em Cienega, Colômbia, e foi ordenado sacerdote em 31 de agosto de 1947 na ordem religiosa dos Salesianos de Dom Bosco. Ele morreu em 2010 aos 92 anos idade.